# Boa (rodzaj)
Boa – rodzaj węży z podrodziny boa (Boinae) w obrębie rodziny dusicielowatych (Boidae).

## Zasięg występowania
Rodzaj obejmuje gatunki występujące od Meksyku do środkowej Ameryki Południowej.

## Systematyka

### Etymologia
- Boa: łac. boa „rodzaj dużego, wodnego węża” wymienionego przez Pliniusza w jego Naturalis historia[4].
- Pseudoepicrates: gr. ψευδος pseudos „fałszywy”; rodzaj Epicrates Wagler, 1830[2]. Gatunek typowy: †Neurodromicus stanolseni Vanzolini, 1951 (= Boa constrictor Linnaeus, 1758).

### Podział systematyczny
Do rodzaju należą następujące gatunki:
- Boa constrictor Linnaeus, 1758 – boa dusiciel
- Boa imperator Daudin, 1803
- Boa nebulosa (Lazell, 1964)
- Boa orophias Linnaeus, 1758
- Boa sigma (Smith, 1943)

Opisano również wymarły, plejstoceński gatunek
- Boa blanchardensis Bochaton & Bailo, 2018